# دالی بل را یادت می‌آید؟
دالی بل را یادت می‌آید؟ ( به صربی: Sjećaš li se Doli Bel?) اولین فیلم بلند داستانی امیر کوستوریتساست که در سال ۱۹۸۱ ساخته شد.

## خلاصه داستان
دهه ۶۰ میلادی‌ست. فضای یوگسلاوی نسبت به گذشته بازتر شده و آزادی‌های فردی بیش و کم از سوی دولت به رسمیت شناخته می‌شود. فرهنگ غربی با فیلم و موسیقی و شیوه لباس پوشیدن به کشور هجوم آورده و بسیاری از شهروندان اسلاو به درستی نمی‌دانند با این آزادی نویافته چه کنند. دینو، پسر جوانی است که در حومه سارایوو زندگی می‌کند. لذت‌های زندگی‌اش سینما، درس‌های هیپنوتیزم، موسیقی و راک اند رول است. تا این که دختر زیبای کاباره، دالی بل، از راه می‌رسد و عواطف دیگری را برمی‌انگیزد.

## بازیگران
- اسلاوکو اشتیماس …. دینو
- اسلوبودان آریگرودیچ …. پدر
- میرا بانیاس …. مادر
- لیلیانا بلاگویویچ …. دالی بل
- نادا پانی …. خاله
- زیکا ریستیچ …. تسیتسا
- بورو استیپانوویچ …. اسویکراس
- پاوله ووییسیچ …. عمو

## جوایز
- برنده شیر طلای جشنواره فیلم ونیز برای بهترین فیلم اول [۱]